# Wałerij Bermudes
Wałerij Łuisowycz Bermudes, ukr. Валерій Луїсович Бермудес, ros. Валерий Луисович Бермудес, Walerij Łuisowicz Biermudes (ur. 8 stycznia 1952) – ukraiński piłkarz pochodzenia hiszpańskiego, trener piłkarski. Jego syn Dmytro Bermudes występował w juniorskiej reprezentacji Ukrainy.

## Kariera piłkarska

### Kariera klubowa
Karierę piłkarską rozpoczął w miejscowym klubie Frunzenec Sumy. Potem bronił barw wojskowych drużyn SKA Kijów, Amur Błagowieszczeńsk i SKA Chabarowsk.

### Kariera trenerska
Po zakończeniu kariery piłkarskiej rozpoczął pracę trenerską. Najpierw pomagał Mychajłowi Fomence trenować Awtomobilist Sumy, a w rundzie wiosennej sezonu 1992/93 samodzielnie prowadził Awtomobilist. W sierpniu 1995 pełnił obowiązki głównego trenera Jawora Krasnopole. Od wiosny 1996 do lata 1997 pracował na stanowisku głównego trenera Wiktora Zaporoże. Od lipca 1999 do kwietnia 2000 trenował Jawir-Sumy Sumy, a od sierpnia 2000 do kwietnia 2001 roku Frunzeneć-Liha-99 Sumy. W latach 2001–2002 był asystentem w Metaliście Charków. W latach 2003–2004 prowadził inny sumski klub Spartak-Horobyna, a potem przyjął propozycję pracy sztabie szkoleniowym Tawrii Symferopol jako trener selekcjoner. We wrześniu 2008 opuścił krymski klub. W końcu marca 2009 objął stanowisko głównego trenera FK Sumy. 16 lipca 2010 został zmieniony na Ihora Żabczenkę, a już 5 sierpnia 2010 podpisał nowy kontrakt z Szachtarem Swerdłowśk.